# Malacatepec, Veracruz
Malacatepec är en ort i Mexiko.   Den ligger i kommunen Alpatláhuac och delstaten Veracruz, i den sydöstra delen av landet, 210 km öster om huvudstaden Mexico City. Malacatepec ligger 2 371 meter över havet och antalet invånare är 467.
Terrängen runt Malacatepec är kuperad åt nordost, men åt sydväst är den bergig. Terrängen runt Malacatepec sluttar österut. Runt Malacatepec är det ganska tätbefolkat, med 90 invånare per kvadratkilometer. Närmaste större samhälle är Heroica Coscomatepec de Bravo, 11,4 km öster om Malacatepec. I omgivningarna runt Malacatepec växer i huvudsak blandskog.